# Embrikstrandia
Embrikstrandia is een kevergeslacht uit de familie van de boktorren (Cerambycidae). De wetenschappelijke naam van het geslacht werd voor het eerst geldig gepubliceerd in 1931 door Plavilstshikov.

## Soorten
Embrikstrandia omvat de volgende soorten:
- Embrikstrandia bimaculata (White, 1853)
- Embrikstrandia distincta (Nonfried, 1892)
- Embrikstrandia inexpectata Podaný, 1968
- Embrikstrandia notaticeps (Pic, 1926)
- Embrikstrandia unifasciata (Ritsema, 1897)
- Embrikstrandia vivesi Bentanachs, 2005